# Hydrotaea houghi
Hydrotaea houghi este o specie de muște din genul Hydrotaea, familia Muscidae, descrisă de Malloch în anul 1916. Conform Catalogue of Life specia Hydrotaea houghi nu are subspecii cunoscute.